# Isoglossa origanoides
Isoglossa origanoides är en akantusväxtart som först beskrevs av Christian Gottfried Daniel Nees von Esenbeck, och fick sitt nu gällande namn av Spencer Le Marchant Moore. Isoglossa origanoides ingår i släktet Isoglossa och familjen akantusväxter. Inga underarter finns listade i Catalogue of Life.